# Rejon priażyński

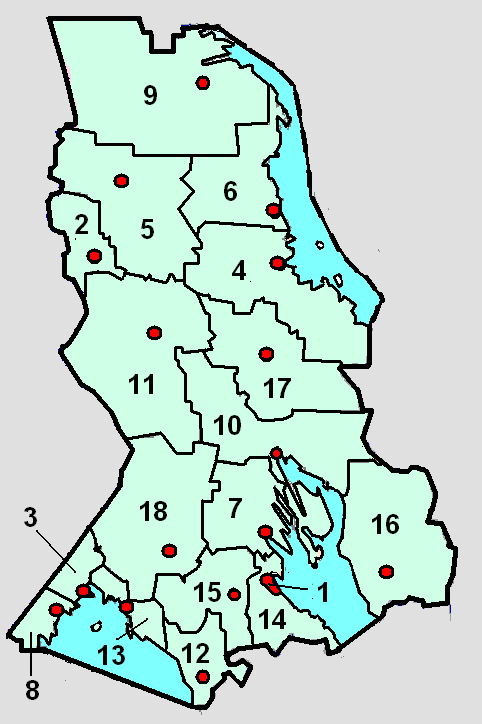
Podział administracyjny Karelii. Rejon priażyński oznaczony numerem 15.
Czerwony punkt na terenie rejonu pokazuje lokalizację ośrodka administracyjnego

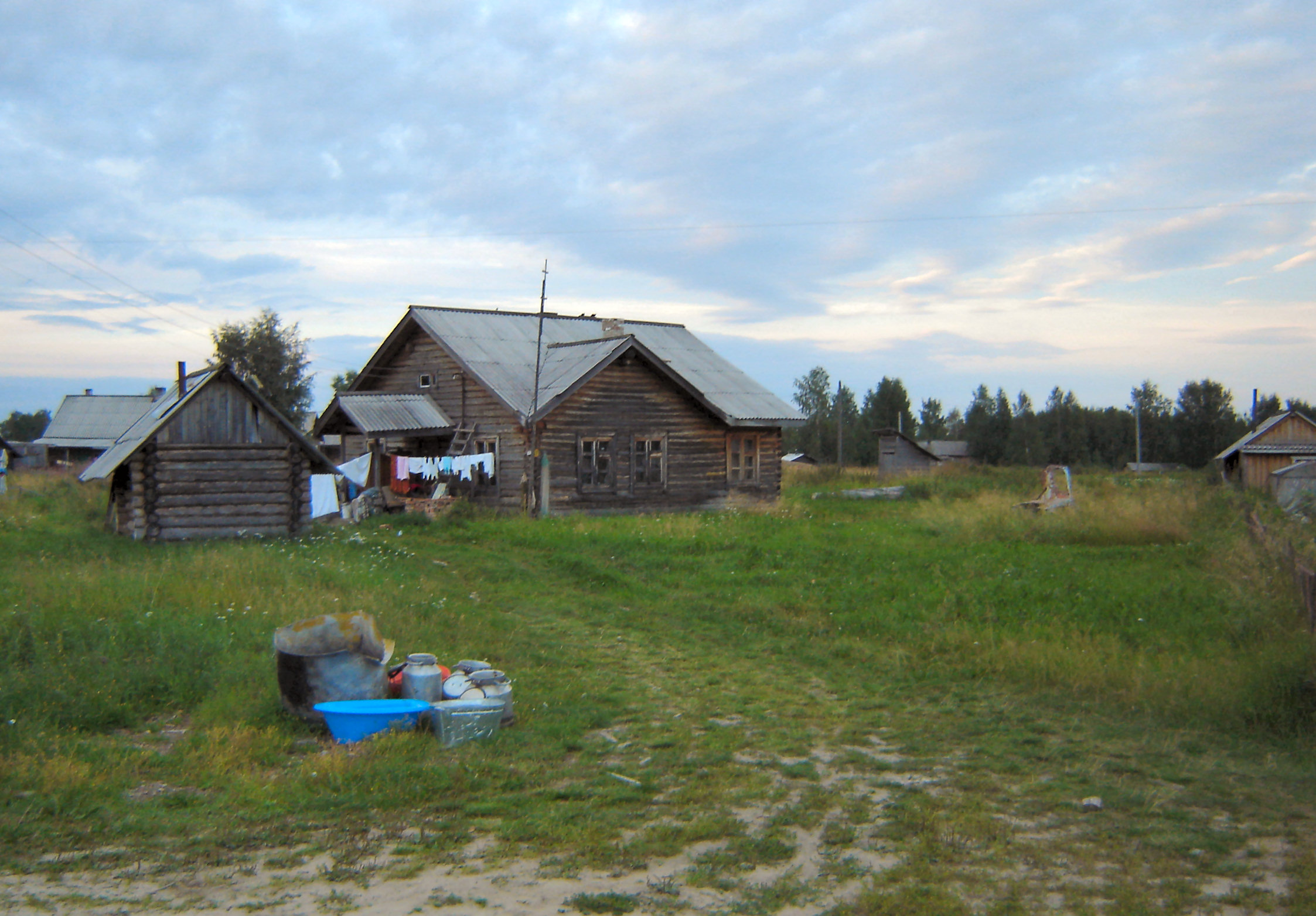
typowa karelska wioska

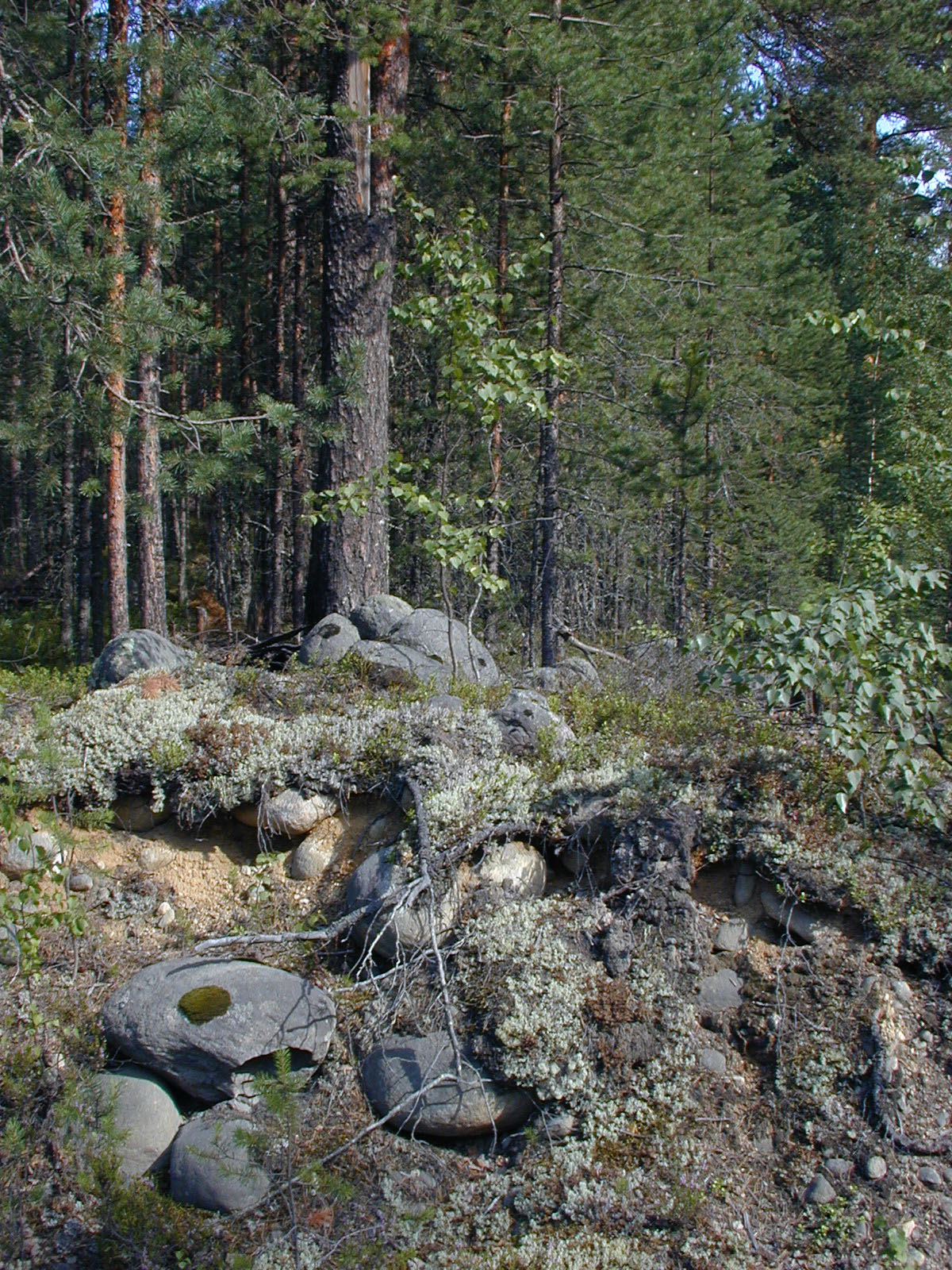
karelska tajga

Rejon priażyński (ros.  Пряжинский район ) – rejon w północno-zachodniej Rosji, wchodzący w skład rosyjskiej Republiki Karelii.

## Położenie i powierzchnia
Rejon leży na południu Karelii, ma on powierzchnię 6.389 km². Większość obszaru pokrywa tajga, sosnowo-świerkowa, z domieszką drzew liściastych, głównie brzozy i osiki. Na terenie tym znajdują się liczne drobne jeziora i niewielkie rzeki i strumienie. Sporą część obszaru rejonu stanowią bagna i torfowiska.

## Ludność

### Narodowości
Rejon zamieszkany jest przez 17.673 osoby (2005 r.), głównie Rosjan, a także przez rdzennych mieszkańców kraju – Karelów (36,8%), Finów (7,4%) i Wepsów – 0,4%. (Dane procentowe pochodzą z 1999 r. i odnoszą się do populacji 19.600 osób; od tej pory spadła ona o 10%, i procentowy udział poszczególnych narodów uległ pewnej zmianie). Pewien udział w populacji mają też dwie inne napływowe nacje: Ukraińcy i Białorusini.
Osadnicy niewywodzący się z autochtonicznej ludności zamieszkują niemal wyłącznie w większych ośrodkach osadniczych, poza nimi większość mieszkańców stanowią Karelowie.

### Urbanizacja
Rejon priażyński to typowy rejon wiejski.
13.425 osób zamieszkuje na wsiach, a ludność miejska stanowi zaledwie 24% ogółu populacji.

### Demografia
W ostatnich latach populacja rejonu, tak jak populacja całej Karelii zmniejsza się w wyniku emigracji ludności do większych miast w Rosji w poszukiwaniu pracy oraz niskiego przyrostu naturalnego. Ponieważ wyjeżdżają głównie ludzie młodzi, średnia wieku mieszkańców rejonu jest wysoka, i wynosi ponad 40 lat dla kobiet i ok. 35 dla mężczyzn, przy czym na wsiach jest ona o ok. 5 lat wyższa niż w ośrodkach miejskich.
Zmiany liczby mieszkańców na przestrzeni ostatnich 10 lat:
| rok  | liczba ludności (w tys.) |
| ---- | ------------------------ |
| 1996 | 20,3                     |
| 1999 | 19,6                     |
| 2005 | 17,7                     |

### Gęstość zaludnienia i wyznania
Średnia gęstość zaludnienia w rejonie wynosi poniżej 2,77 os./km².
Zdecydowana większość ludności rejonu wyznaje prawosławie, istnieje także pewna grupa luteran, złożona głównie z mieszkańców narodowości fińskiej. Po okresie przymusowej ateizacji w okresie radzieckim pozostała pewna, grupa niewierzących, której liczebność trudno oszacować.

## Miasto i stolica
Jedynym osiedlem typu miejskiego na terenie rejonu jest Priaża, zamieszkana przez 4248 mieszkańców (2005 r.), stanowiąca ośrodek administracyjny tej jednostki podziału terytorialnego

## Gospodarka
Gospodarka rejonu, podobnie jak gospodarka całej Karelii po rozpadzie ZSRR pogrążona jest w kryzysie.
Podstawowymi źródłami utrzymania dla mieszkańców rejonu jest pozyskiwanie drewna dla potrzeb przemysłu, uprawa ziemi i chów zwierząt, a także myślistwo i rybołówstwo. W większych ośrodkach osadniczych znajduje się drobny przemysł drzewny, a także niewielkie zakłady przemysłu spożywczego kilka-kilkanaście osób (jak piekarnie czy masarnie), produkujące na rynek lokalny.
Uprawa roli z powodów klimatycznych nie odgrywa większego znaczenia, uprawiane są w niewielkich ilościach, dla zaspokojenia części lokalnych potrzeb jedynie odporne na złe warunki, szybko rosnące warzywa oraz zboża: żyto, rzadziej owies, także w niewielkich ilościach.
Pewne znaczenie posiada chów bydła i świń.

## Klimat
Na terenie Rejonu panuje klimat umiarkowany chłodny, przejściowy pomiędzy morskim a kontynentalnym, który łagodzony jest bliskością zbiorników wodnych, zwłaszcza Morza Bałtyckiego.
Średnia roczna temperatura powietrza wynosi ok. 3,5°. Średnia temperatura najchłodniejszego miesiąca – lutego wynosi -10 °C – 11 °C, zaś najcieplejszego – czerwca – ok. +17 °C. Okres bez przymrozków wynosi ok. 120 dni.
W rejonie notuje się wysoki poziom opadów, głównie w postaci deszczu, których największe nasilenie ma miejsce w sierpniu.